# Diego Gabriel Cháves
Diego Gabriel Cháves (ur. 7 kwietnia 1986 w Buenos Aires) – argentyński bokser kategorii półśredniej.

## Kariera amatorska
Cháves urodził się 7 kwietnia 1986 roku w Buenos Aires. Zanim zaczął karierę bokserską był piłkarzem, grał w juniorskim Argentyńskim klubie, Vélez Sarsfield. Jego dziadek Rudecindo Cháves, też był bokserem, który walczył w latach 70.
W 2005 roku zdobył brązowy medal na mistrzostwach panamerykańskich, ulegając w półfinale Melvinowi Lorenzo. Jeszcze tego samego roku startował na mistrzostwach świata w Mianyang, jednak pokonał go w pierwszej walce Istvan Szili.
W 2007 roku startował na igrzyskach panamerykańskich w Rio De Janeiro. Cháves zdobył brązowy medal, ulegając w półfinale Demetriusowi Andrade. Jeszcze tego samego roku startował na mistrzostwach świata w Chicago, gdzie doszedł do 1/8 finału, ulegając medaliście olimpijskiemu, Vitaliemu Gruşacowi.
W 2008 roku, dwukrotnie uczestniczył w kwalifikacjach do igrzysk olimpijskich w Pekinie. W marcu w Trynidadzie i Tobago odpadł w ćwierćfinale, a w kwietniu, w Gwatemali odpadł w 1/8 finału, nie kwalifikując się na igrzyska.

## Kariera zawodowa
Jako zawodowiec zadebiutował 5 lipca 2008 roku. Do końca 2010 roku stoczył 16 walk, wszystkie wygrał, zdobywając pas WBO Latino w wadze półśredniej i junior średniej.
21 stycznia 2011 roku zmierzył się z rodakiem Omarem Gabrielem Weisem. Cháves pokonał rodaka jednogłośnie na punkty (115-112, 114-113, 115-112), chociaż w szóstej rundzie był na deskach. Do końca 2011, Cháves jeszcze trzykrotnie obronił pas WBO Latino w wadze półśredniej.
21 lipca 2012 roku otrzymał szansę walki o tymczasowe mistrzostwo świata WBA w wadze półśredniej. Jego rywalem był Francuz Ismael El Massoudi, który był dotychczasowym posiadaczem pasa. Cháves znokautował rywala w 2 rundzie, dwukrotnie posyłając go na deski i zdobył pas. 22 września obronił tymczasowy tytuł, nokautując w 2 rundzie Jose Mirandę.
27 lipca 2013 w Teksasie Cháves przegrał przez nokaut w 10. rundzie z Amerykaninem Keithem Thurmanem (20-0, 18 KO) i stracił tymczasowy pas mistrza świata WBA w wadze półśredniej.
2 sierpnia 2014 w Las Vegas przegrał przez dyskwalifikację w dziewiątej rundzie z Amerykaninem Brandonem Ríoso.
13 grudnia 2014 w Las Vegas remisuje (113:115, 116:112 i 114:114) z Amerykaninem Timothym Bradleyem (31-1-0).